# Martin Hoffmann (Bildhauer)
Martin Hoffmann (in Basel erwähnt 1507–1530/1531) war ein aus Deutschland stammender Bildschnitzer, Bildhauer und Schreiner.

## Leben
Der aus Stolberg (Südharz/Sachsen-Anhalt) stammende Martin Hoffmann erwarb 1507 das Bürgerrecht von Basel und gleichzeitig das Zunftrecht der dortigen Spinnwetternzunft. Er gehörte 1524–1529 dem Zunftvorstand an und war 1529/1530 Hausmeister. 1526 ersuchte er zusammen mit dem Bildhauer Hans Dobel beim Rat um die Erlaubnis, mangels Aufträge als Bildhauer auch als Schreiner arbeiten zu dürfen.

## Werke
1514 schuf Hoffmann den Maria-Magdalena-Altar für das Steinenkloster in Basel und 1530 eine Kriegerfigur für den Fischmarktbrunnen (beide nicht erhalten). Erhalten haben sich zwei 1521 für den Grossratssaal geschaffene Prophetenbüsten (heute im Regierungsratssaal), nicht aber vier für den gleichen Ort geschaffene Schilde.
Zahlreiche weitere Werke werden ihm zugeschrieben, darunter die Issenheimer Madonna im Louvre und ein gekreuzigter Christus aus der Kirche von Courrendlin (heute im Historischen Museum Basel).

## Bedeutung
Martin Hoffmann gehörte neben Martin Lebzelter sowie von Jos und Dominicus Gundersheimer (Vater und Sohn) zu den führenden Bildhauern im Basel des frühen 16. Jahrhunderts.